# Ricky Frazier
Ricky Revene Frazier (nacido el 3 de febrero de 1958 en Charleston, Misuri) es un exjugador de baloncesto estadounidense cuya carrera se vio truncada tras su paso por la competición universitaria. Con 1,98 metros de estatura, jugaba en la posición de alero.

## Trayectoria deportiva

### Universidad
Jugó una temporada en la Universidad de Saint Louis, de donde pasó a los Tigers de la Universidad de Misuri, donde jugó tres temporadas más, promediando en total 15,1 puntos y 6,1 rebotes por partido. Fue incluido en el mejor quinteto de la Big Eight Conference en sus dos últimas temporadas en el equipo, y elegido Jugador del Año de la conferencia en 1982.

### Profesional
Fue elegido en la vigésimo sexta posición del Draft de la NBA de 1982 por Chicago Bulls, pero tras el fallecimiento de su padre decidió no aceptar el contrato que los Bulls le habían ofrecido, abandonando la práctica deportiva.